# 文昌路街道 (银川市)
文昌路街道，是中华人民共和国宁夏回族自治区銀川市西夏区下辖的一个乡镇级行政单位，范围东起同心路，西至宏图街，南起南环高速公路，北至怀远西路。

## 行政区划
文昌路街道下辖以下地区：
翟靖巷社区、文昌南路社区、宁朔北路社区、文昌北路社区、艺术巷社区和长城须崎社区。